# Janna Friske
Janna Vladimirovna Friske (în rusă Жанна Владимировна Фриске; până în 1996 - Kopîlova; n. 8 iulie 1974, Moscova – d. 15 iunie 2015, Balașiha) a fost o cântăreață, actriță, fotomodel și prezentatoare TV din Rusia. Fostă solistă a trupei „Blesteașcie” (1996—2003). Din 2003 și-a început cariera solo.
A pozat pentru diferite reviste, printre care și Maxim, Top Beauty, InStyle, OK!, allure și Elle.
Încă din timpul sarcinii sale din 2013 a aflat despre boala sa, o tumoare cerebrală inoperabilă. A fost la tratament în SUA și Germania. Pervîi Kanal a organizat acțiuni de colectare a banilor pentru tratamentul ei. Până la 24 ianuarie 2014 s-au adunat 66.447.800 ruble. În vara lui 2014 Friske a început un curs de reabilitare după tratament, în Jūrmala, Letonia.. În octombrie s-a reîntors la Moscova. Situația sa se înrăutățea continuu și ultimele trei luni Janna a fost în comă.
A murit pe 15 iunie 2015, în jurul orei 22, în Balașiha, lângă Moscova.

## Filmografie
| An   | Titlu                      | Rol             | Note |
| ---- | -------------------------- | --------------- | ---- |
| 2004 | Night Watch                | Alice Donnikova |      |
| 2006 | Day Watch                  | Alice Donnikova |      |
| 2010 | Despre ce vorbesc bărbații | Ea însăși       |      |
| 2010 | Cine sunt eu?              | Ania            |      |

## Discografie
Albume
- Jeanna Friske (2005)

### Single-uri
- Ла-ла-ла/La-La-La (2004)
- Где-то летом/Gde-to letom (Undeva vara)(2005)
- Мама Мария/Mama Maria (2006)
- Malinki (feat. Diskoteka Avaria) (2007)
- Я была/Ia bîla (I Was) (2007)
- Жанна Фриске/Janna Friske (2008)
- American (2009)
- Портофино/Portofino (2009)
- Vestern  (cu Tania Tereșina)  (2009)
- Пилот/Pilot (2011)
- Ты рядом/Tî readom (feat. Geegun) (2011)
- Навсегда/Navsegda (2012)